# Tiefental (Schwarza)
Das Tiefental ist ein Talabschnitt der Schwarza im Gemeindegebiet von Rohr im Gebirge und Schwarzau im Gebirge in Niederösterreich.
Das etwa 3 Kilometer lange Tal zweigt von der Talung der oberen Schwarza, der Gegend, beim Gschaiderwirt westwärts ab. Es liegt zwischen dem Größenberg (1102 m ü. A.) nördlich, der zur Gruppe Reisalpe–Hegerberg  der Gutensteiner Alpen gehört, und dem Sulzberg (1021 m ü. A.) südlich, einem Nebenberg im Obersberg-Stock, den man zum Göller-Gippel-Zug der Mürzsteger Alpen rechnet.
Im Tal fließt die Schwarza, die sich am oberen Abschnitt des Tiefentals aus Grüner und Dürrer Schwarza bildet. 
Mitten im Tal, an der Gemeindegrenze Rohr–Schwarzau, mündet von rechts (Süden) der Trauchbach. Die Bezeichnungen sind hier teils etwas abweichend von der heutigen amtlichen Hydrographie, so findet sich für die Schwarza hier auch der Name Trauchbach oder explizit Tiefentalerbach (womit die Schwarza erst beim Gschaiderwirt entstünde).
Das waldige enge Kerbtal liegt einsam und unbesiedelt. Das Haus Tiefental, eine Ortslage von Rohr, ist heute unbewohnt. Die durch das Tal führende L4056 Gschaiderwirt–Ochsattel bildet die einzige Straßenverbindung sowohl in die abgelegene Schwarzauer Ortschaft Trauch (am Trauchbach) als auch in die abgelegene Rohrer Ortslage Hochreith (im Tal der Dürren Schwarza).